# Fiodor Berezine
Fiodor Dmitrievitch Berezine (Фёдор Дми́триевич Бере́зин), né le 7 février 1960 à Donetsk en URSS, est un écrivain russophone et homme politique de Nouvelle-Russie. Il est le vice-ministre de la Défense de la république populaire de Donetsk depuis 2014.

## Biographie
Il vit à Donetsk jusqu'à ses dix-sept ans avant d'étudier à Engels dans l'oblast de Saratov à l'École supérieure de commandement de fusées de défense anti-aérienne d'URSS qu'il termine en 1981. Il est officier de défense anti-aérienne en RSS du Kazakhstan et dans l'Extrême-Orient russe. Il démissionne en 1991 à la chute de l'URSS avec le grade de capitaine et retourne vivre à Donetsk. Il se lance dans diverses professions, notamment dans le domaine entrepreneurial et celui du forage des mines.
Parallèlement à ses activités professionnelles, il est l'auteur de plusieurs ouvrages de science-fiction dans un style philosophique qualifié de « turboréalisme ». Il fonde à Donetsk en 1998 le club des amateurs de littérature fantastique de Donetsk qu'il préside à partir de 2001. Il est récipiendaire de plusieurs prix littéraires entre 2001 et 2009, notamment pour son livre Pepel (« Cendre » en russe).

### Carrière politique

#### Guerre civile ukrainienne de 2014
Pendant la guerre dans le Donbass, il a été vice-ministre de la Défense de la région séparatiste pro-russe de la République populaire de Donetsk en 2014. 
En novembre 2014, il a mené une prise armée de la branche de Donetsk de l'Union des écrivains d'Ukraine, déclarant la création d'un nouveau syndicat des écrivains de la RPD.

### Vie privée
Il est divorcé. Son ex-épouse a vécu huit ans en Italie avec leurs enfants (un fils et une fille).

## Sanctions
Le 26 juillet 2014, il fait partie des quinze personnalités supplémentaires sous le coup des sanctions de l'Union européenne.

## Œuvres littéraires

### Ouvrages singuliers
- Cendre (russe : Пепел) : la guerre est le passe-temps favori des généraux; elle est également très utile aux politiciens en particulier lorsqu'elle ne se déroule pas sur leur territoire, mais ailleurs et très loin, par exemple dans une autre galaxie. Ceux qui démarrent les guerres n'y participent pas en général - il y a des soldats pour cela. Les soldats eux-mêmes réfléchissent rarement au véritable but de la guerre. Cette fois-ci un pilote de bombardier décide d'y réfléchir...et d'apprendre à l'humanité de quoi il retourne.
- L'Option lunaire (russe : Лунный вариант) : quand la première expédition lunaire soviétique découvre un instrument mystérieux sur la lune, cela provoque une compétition entre les deux superpuissances de l'époque, pour s'en emparer. Alors que la guerre froide fait rage, de violentes batailles spatiales ont lieu sans que personne le sache. De nombreux cosmonautes et d'astronautes célèbres y prennent part, y compris ceux que l'on a déclaré officiellement morts.

### Séries
- Le Bateau noir (russe : Чёрный корабль)
  - L'Immense bateau noir (russe : Огромный чёрный корабль): notre planète est destinée à la ruine. Elle se trouve au bord de la guerre totale et s'engouffre dans la confrontation. Desarmadas  s'affrontent en mer et à terre et de sinistres champignons thermonucléaires fleurissent au-dessus de villes autrefois paisibles. C'est alors qu'arrive le temps des soldats. Seuls ceux qui ont pu survivre à l'enfer de la bataille peuvent connaître tout le prix de la vie humaine. Seuls les véritables soldats sont capables de sauver le peu qui subsiste de ce monde dévasté.
  - L'Équipage du bateau noir (russe : Экипаж чёрного корабля): « la vie après une guerre atomique est impossible. » Les habitants de la planète Gaeia décident de prouver que cette affirmation est fausse. Le conflit sanglant entre les Brachis et les Ararbacs mène à une guerre atomique totale, mais ni les millions de victimes et de dommages, ni l'hiver nucléaire ne suffisent à arrêter les généraux dans leur entreprise meurtrière. Des mégatanks de millions de tonnes continuent de sillonner la terre et des super navires de guerre fendent les mers, tandis que les cieux sont éclairés par des champigonons nucléaires. La guerre continue.
  - Le Créateur du bateau noir (russe : Создатель чёрного корабля)
- Les Étoiles rouges (russe : Красные звёзды)
  - Le Cataclysme en sens inverse (russe : Встречный катаклизм): l'histoire se déroule au sud-ouest de l'océan Pacifique. Un porte-avion non identifié harcèle la flotte de la superpuissance et détruit une de ses bases, puis disparaît dans l'écume. Qui peut défier la superpuissance? Le pilote Richard Dane trouve la réponse...
  - Le Cataclysme parallèle (russe : Параллельный катаклизм): l'histoire se déroule avec des actions d'hommes de troupe et des services de renseignements de pays ennemis. Roman Panine du FSB se trouve dans un monde parallèle qui le mène au sommet de la tour Eiffel avec un drapeau rouge, tandis que les superpuissances s'affrontent...
- La Guerre de 2030 (russe : Война 2030)
  - Le Crépuscule rouge (russe : Красный рассвет): en 2030, les vieux faiseurs de guerre sont toujours aux manettes de commandement. La superarmada des airs et des mers dessine les frontières du monde à sa guise, puis s'intéresse à l'Afrique. Est-elle insignifiante? Quel rôle la Russie va-t-elle jouer pour contrer la superpuissance dans ce continent?
  - Métropolis en feu (russe : Пожар метрополии): la bataille est à son comble. La superarmada est immobilisée et les porte-avions « indestructibles » sont au fond des océans. Des combats de hackers, des interrogatoires au sérum de vérité, des promesses de montagnes d'or et de vie délicieuse: tout est mis en œuvre pour la chute de la lointaine Russie; mais une rébellion frappe à l'intérieur de son ennemi obèse...
  - L'Attaque des Montagnes rocheuses (russe : Атака Скалистых гор) : l'hégémonie périphérique s'est écroulée. Il est temps de s'attaquer au cœur - le centre de commandement de l'armée la plus puissante du monde. Peut-être que c'est ici que se trouve « la mort de Kochtcheï », mais personne ne se presse, parce que si le colosse se dressait à nouveau, tout le monde le regretterait. Tout ce qui est demandé, ce ne sont simplement que quelques « injections précises » pour mettre le léviathan en état de catalepsie permanente. Qui serait le plus apte et le plus entraîné pour cela? Ceux qui reviennent de l'enfer? Au lecteur de le deviner.

## Famille
Il est divorcé. Son ex-épouse a vécu huit ans en Italie avec leurs enfants (un fils et une fille).